# Onna (Okinawa)
Pour les articles homonymes, voir Onna (homonymie).
Onna (恩納村, Onna-son) est un village du district de Kunigami, situé dans la préfecture d'Okinawa, au Japon. Son nom okinawaïen est Unna.

## Géographie

### Situation
Onna est situé sur la côte occidentale du centre de l'île d'Okinawa, au Japon. Sur ce territoire se situe le mont Onna. Onna est célèbre, entre autres, pour sa plage corallienne en forme de croissant de lune, Moon Beach, près de laquelle se trouvent les plus anciens hôtels touristiques d'Okinawa .

## Démographie
Au 31 mars 2025, la population d'Onna s'élevait à 11 260 habitants, répartis sur une superficie de 50,82 km2.

## Éducation
Onna comprend l'Institut scientifique et technologique d'Okinawa.

## Patrimoine culturel et naturel
Le village d’Onna compte vingt-quatre éléments désignés ou enregistrés comme patrimoine matériel culturel ou naturel, au niveau national, préfectoral ou municipal,,,. 
- Nom (japonais) (type d’enregistrement)

### Patrimoine matériel
- Cartes de chaque village et aza du magiri d’Onna dans le district de Kunigami (国頭郡恩納間切各村全図及び字図等?) (Municipal)
- Bâtiment principal de l’ancienne résidence de la famille Higa (旧比嘉家住宅主屋?) (National)
- Bâtiment principal de l’ancienne résidence de la famille Kokuba (旧國場家住宅主屋?) (National)
- Bâtiment principal de l’ancienne résidence de la famille Nishishigaki (旧西石垣家住宅主屋?) (National)
- Bâtiment principal de l’ancienne résidence de la famille Ōshiro (旧大城家住宅主屋?) (National)
- Bâtiment principal de l’ancienne résidence de la famille Shimabukuro (旧島袋家住宅主屋?) (National)
- Bâtiment principal de l’ancienne résidence de la famille Tamanaha (旧玉那覇家住宅主屋?) (National)
- Grenier à plancher surélevé de l’ancienne résidence de la famille Shimabukuro (旧島袋家住宅高倉?) (National)
- Latrine-porcherie de l’ancienne résidence de la famille Hirata (旧平田家住宅フール?) (National)
- Pierres d’arpentage (shirubi-ishi) du village d’Onna (恩納村の印部石?) (Municipal)
- Poèmes par Wang Wenzhi (Ō Bunchi) (王文治詩文?) (Municipal)
- Poèmes par Xu Baoguang (Jo Hokō) (徐葆光詩文?) (Municipal)
- Sanshin de type Makabi (三線真壁型?) (Préfectoral)
- Sanshin de type Makabi portant l’inscription « Amuro » (三線真壁型銘安室?) (Préfectoral)
- Stèle de la tombe Tōjin-baka (唐人墓の墓碑?) (Municipal)

### Patrimoine ethnologique
- Grotte Udui-gama (ウドゥイガマ?) (Municipal)
- Site sacré de Hamasaki Utaki (浜崎御嶽?) (Municipal)
- Source Kanja-gā (カンジャガー?) (Municipal)

### Sites historiques
- Borne Maeda Ichirizuka (真栄田の一里塚?) (Municipal)
- Site archéologique de Nakadomari (仲泊遺跡?) (National)
- Route de Kunigami par le littoral ouest (国頭方西海道?) (National)
- Site du château de Yamada (山田城跡?) (National)

### Lieux de beauté pittoresque
- Cap Manza-mō (万座毛?) (Préfectoral)

### Monuments naturels
- Communauté végétale calcaricole du Cap Manza-mō (万座毛石灰岩植物群落?) (Préfectoral)